# Na Tra
Na Tra (chữ Hán: 哪吒) là một vị thần trong thần thoại Trung Hoa. Ban đầu, Na Tra là một vị thần trong Đạo giáo và tín ngưỡng dân gian Trung Quốc, trở thành một trong những vị thần bảo hộ được tôn kính rộng rãi. Theo truyền thuyết, Na Tra là một thần đồng mang hình dáng đặc biệt với thân màu đỏ, ba đầu sáu tay và sức mạnh phi thường, được coi là vị thần bảo vệ và đại diện cho quyền năng thần thánh. 
Truyền thuyết về Na Tra xuất phát từ thần thoại Trung Quốc trong kinh điển thời Bắc Lương. Đến thời Đường, trong các bản dịch kinh văn của hòa thượng Bất Không, Na Tra được miêu tả là con trai của Tỳ Sa Môn thiên vương, một trong Tứ Đại Thiên Vương của Phật giáo, với hình ảnh là một thiếu niên thần đồng. Từ thời Tống trở đi, chi tiết về Na Tra càng phong phú hơn, với câu chuyện "róc thịt trả mẹ, róc xương trả cha" biểu thị lòng hiếu thảo của nhân vật. Hình tượng Na Tra tiếp tục thay đổi và được bản địa hóa, đặc biệt vào thời Nam Tống, khi Lý Tịnh được đồng hóa với Tỳ Sa Môn thiên vương.
Cuối thời Tống và đầu thời Nguyên, hình tượng Na Tra xuất hiện trong các vở tạp kịch với các đặc điểm như ba đầu sáu tay và các chi tiết như Đông Hải Long vương và thân sen hóa sinh bắt đầu phổ biến. Đến thời Minh, Tam giáo sưu thần đại toàn miêu tả Na Tra "cao sáu trượng, đội vòng vàng, ba đầu chín mắt tám tay" và cho rằng ông vốn là đại la kim tiên dưới trướng Ngọc Hoàng, đánh dấu quá trình chuyển đổi hoàn chỉnh thành vị thần bản địa Trung Quốc. Hình tượng Na Tra còn trở nên nổi tiếng qua các tác phẩm như Tây du ký và Phong thần diễn nghĩa, đặc biệt là câu chuyện "Na Tra náo hải" và "thân sen hóa sinh", định hình hình ảnh một vị thần trẻ tuổi bảo hộ.
Trong Đạo giáo, Na Tra có nhiều danh hiệu như "Trung đàn nguyên soái", "Thông thiên thái sư", "Uy linh hiển hách Đại tướng quân" và "Tam đàn hải hộ đại thần", dân gian thường gọi là "Thái tử gia" hoặc "Tam Thái tử". Trong tín ngưỡng dân gian, Na Tra được tôn thờ như vị thần anh hùng, bảo vệ vùng biển và dân cư ven biển. Ví dụ, ở Đài Loan, tín ngưỡng Na Tra Tam thái tử rất phổ biến, nhiều làng xã có đền thờ ông.

## Thân thế
Theo Phong thần diễn nghĩa, Na Tra vốn là pháp bảo Linh Châu của Thái Ất Chân Nhân, được Nguyên Thủy Thiên Tôn sắp xếp xuống trần gian giúp Khương Tử Nha định bảng Phong Thần, chuyển sinh vào bụng Ân Thị hóa ra kiếp người, trở thành con trai thứ ba của Lý Tịnh. Khi sinh ra được Thái Ất bay đến thu làm đồ đệ và thay mặt Nữ Oa gửi tặng Na Tra vòng Càn Khôn và Hỗn Thiên Lăng.
Vốn là tướng nhà trời nên Na Tra lớn nhanh như thổi, mới 7 tuổi đã mình cao 6 thước, vai rộng 2 thước, ngỗ nghịch muôn phần. Do còn nặng nợ trần gian và số kiếp gian truân, Na Tra đã tự mình gây ra họa lớn: Đánh chết Ngao Bính (Tam Thái tử) con trai Long Vương, giết tướng trời phong là Dạ Xoa Lý Cấn của Đông Hải Long Vương, lột da (vẩy rồng), bóc gân Ngao Bính, giương Chấn Thiên Cung của Hiên Viên truyền lại cho ải Trần Đường nặng nghìn cân bắn chết đệ tử của Thạch Cơ Nương Nương... Gia đình Lý Tịnh bị Tứ Hải Long Vương giữ lại để hỏi chuyện, thì Na Tra lấy cớ đó tự sát, bóc thịt trả mẹ, lóc xương trả cha. Sau khi chết hồn Na Tra bay về với Thái Ất Chân Nhân, Thái Ất bày cho Na Tra báo mộng cho Ân Thị lập miếu thờ để giữ cho hồn không bị tan biến, song cũng vì Lý Tịnh quá cố chấp với những việc Na Tra đã gây ra nên đã đập tan miếu thờ. Chính vì lý do đó sau khi được sư phụ Thái Ất hoán thân tráo cốt vào cây sen, Na Tra đã tìm tới cha mình để trả thù... Vốn biết đệ tử mình ương bướng và ngang ngạnh nên Thái Ất đã cậy hai vị đại tiên là Văn Thù và Nhiên Đăng giáo huấn, Văn Thù và Nhiên Đăng đã dàn xếp, chỉ ra lỗi lầm của cả 2 người, giúp cha con Lý Tịnh cởi bỏ hiềm khích, một lòng phò Chu diệt Trụ. Ở hồi kết của Phong Thần diễn nghĩa, Na Tra, Lý Tịnh, Lôi Chấn Tử, Dương Tiễn, Kim Tra, Mộc Tra, Vi Hộ là số ít trong những giáo đồ đắc đạo thành tiên.
Sau khi theo cha Lý Tịnh cùng các vị thần tiên được phong thần lên trấn giữ thiên đình, đến thời Đường thì Tam thái tử Na Tra cùng Thác tháp Thiên vương Lý Tịnh và Nhị lang thần Dương Tiễn xuất hiện và giao chiến với Tề thiên đại thánh Tôn Ngộ Không tại tác phẩm Tây Du Ký

## Trong dân gian
Nhắc đến Na Tra, dân gian thường hình tượng đến một vị thiên tướng khôi ngô, tuấn tú, mặt đẹp như ngọc, mắt sáng như sao, môi đỏ như môi thiếu nữ. Song bản tính của Na Tra nóng nảy, thẳng thắn và thích xen vào chuyện bất bình. Độc giả có thể gặp Na Tra trong Phong thần diễn nghĩa hay trong tiểu thuyết Tây du ký. Tay phải cầm Hỏa Tiêm Thương, tay trái cầm Càn Khôn Quyển, vai đeo dải lụa Hỗn Thiên Lăng, lưng giắt Cửu Long Thần Tráo và Đả Tiên Kim Chuyên, chân đi bánh xe Phong Hoả Luân. Na Tra là hiện thân của bậc thần tiên phóng khoáng, tính cách hiếu động và nghịch ngợm song hành động thì đầy tình nhân ái, chí công vô tư. Có lẽ đó cũng là khát vọng về một hình tượng sống của nhân gian thời bấy giờ.
Trong Tây Du Ký cũng mô tả Na Tra thường biến hình 3 đầu 6 tay rất hung tợn, tay cầm 6 thứ binh khí: trảm yêu kiếm, khảm yêu đao, phược yêu sách, hàng yêu xử, tú cầu nhi và hỏa luân nhi.
Hãng phim Trung Quốc đã làm một số bộ phim và phim hoạt hình về Na Tra là Na Tra truyền kỳ, Na Tra: Ma đồng giáng thế, Đắc Kỷ Trụ Vương, Na Tra Hàng Yêu Ký và Tân Phong Thần: Na Tra Trùng Sinh.